# Carlo I Malatesta
Pour les articles homonymes, voir Malatesta.
Carlo I Malatesta ( 5 juin 1368 – Longiano,13 septembre 1429) est un condottiere italien. Seigneur de Rimini, Pesaro, Fano et Cesena. Il était un membre de la puissante maison de Malatesta.

## Biographie
Carlo Ier Malatesta est le frère de Pandolfo III et Andrea Malatesta, avec lequel il combattit à plusieurs reprises.
En 1385, il est nommé vicaire pour la Romagne par le pape Urbain VI et, deux ans plus tard, Gonfalonier de l'Église.
En 1390, il a battu un corps bolognese dirigé par Alberico da Barbiano. Dans ses premières années, il combattit principalement contre la famille de Montefeltro, puis s'est allié avec eux dans le cadre d'un double mariage politique.
En 1399, le pape lui confère la Rose d'or.
En 1397, il est nommé commandant de la Ligue Anti-Visconti, formée par les républiques de Florence, de Venise, ainsi que son allié traditionnel, les États pontificaux. En 1401, quand son frère Pandolfo part pour la Terre Sainte, Carlo entre au service de Gian Galeazzo Visconti de Milan, en battant l'armée Florentine au siège de Brescia, capturant personnellement lors d'un duel le duc d'Autriche antérieure, Léopold IV de Habsbourg.
En 1406, il est nommé gouverneur de Milan, mais il change encore d'alliance et en 1409 il est au service des États pontificaux, comme Capitaine général de l'Église et diplomate. 
Dans la situation chaotique créée par la présence de trois papes en même temps, il soutint Grégoire XII, qu'il a logé dans sa seigneurie de Rimini, jusqu'à son abdication au Concile de Constance. La lettre de démission a été lue par Carlo lui-même.
En 1412 il est nommé  capitano generale (commandant en chef) de l'armée vénitienne, luttant contre l'invasion hongroise du roi Sigismond. Toutefois, il a été blessé au combat à la bataille de Motta et doit céder son poste à son frère Pandolfo.
Sur 12 juillet 1416 Carlo est battu par Braccio da Montone à la bataille de Sant'Egidio, il est blessé et fait prisonnier. Pandolfo paie 80 000 ducats comme rançon. Ses territoires sont envahis par l'armée de Visconti, il perd Forlì et Gradara et est défait à Zagonara. Fait prisonnier, il est logé en tant qu'invité par le duc de Milan Filippo Maria Visconti et libéré.
En avril 1418, Carlo est engagé par la reine Jeanne de Naples. Carlo n'ayant pas d'enfants, les trois fils bâtards de son frère Pandolfo sont les héritiers de la seigneurie. Il obtient du pape une bulle les légitimant. 
Il meurt en son château de Longiano le 13 septembre 1429 de « febbre quartana » (paludisme) en confiant la garde de ses neveux au comte d'Urbino et au seigneur de Ferrare Nicolas d'Este.
Il est admiré pour sa piété, la noblesse de ses manières et son intérêt pour les lettres. Les humanistes le jugent toutefois austère. Sa cour est fréquentée par les capitaines de guerre, mais aussi des artistes, des lettrés et des musiciens. Il est connu pour son amour des lettres et se voit dédier des manuscrits comme le Realis Ystoria enluminé à la fin du XIVe siècle par un artiste lombard .